# Altenia
Altenia is een geslacht van vlinders van de familie tastermotten (Gelechiidae).

## Soorten
- A. elsneriella Huemer & Karsholt, 1999
- A. mersinella (Staudinger, 1879)
- A. modesta (Danilevsky, 1955)
- A. perspersella (Wocke, 1862)
- A. scriptella

Aakpalpmot (Hübner, 1796)
- A. wagneriella (Rebel, 1926)